# Trilha de Santa Fé
Santa Fe Trail (em português: Rota de Santa Fé, Trilha de Santa Fé, Caminho de Santa Fé, etc.) foi uma das principais vias de migração para o Oeste dos Estados Unidos em meados do século XIX. Iniciava-se em Franklin, Missouri e terminava em Santa Fé, Novo México.

## Visão geral
Inaugurada em 1821 por William Becknell, que partiu da região de Boonslick ao longo do rio Missouri, a trilha serviu como uma rodovia comercial vital até 1880, quando a ferrovia chegou a Santa Fé. Santa Fé ficava perto do final do "Camino Real de Tierra Adentro", que transportava o comércio da Cidade do México.[carece de fontes?]
A rota contornou a borda norte e cruzou o canto noroeste da Comancheria, o território dos comanches. Percebendo o valor, eles exigiram indenização pela concessão de passagem para a trilha. Os comerciantes americanos os viam como outro mercado. As incursões dos comanches mais ao sul do México isolaram o Novo México, tornando-o mais dependente do comércio americano. Eles faziam uma incursão para obter um suprimento constante de cavalos para vender. Na década de 1840, o tráfego de trilhas pelo Vale do Arkansas era tão numeroso que os rebanhos de bisões foram isolados de importantes pastagens sazonais. Essa perturbação do habitat, além da caça excessiva, contribuiu para o colapso da espécie. O poder dos comanches diminuiu na região quando eles perderam sua caça mais importante.
O exército americano usou a trilha em 1846 para invadir o Novo México durante a Guerra Mexicano-Americana.
Após a aquisição da Região Sudoeste pelos EUA, que encerrou a guerra, a trilha era parte essencial da abertura pelos EUA da região para o desenvolvimento e colonização econômica. Ela desempenhou um papel vital na expansão para o oeste dos Estados Unidos nessas novas terras. A rota rodoviária é chamada hoje hoje pelo "National Park Service" como "Santa Fe National Historic Trail". Uma rota de rodovia que segue aproximadamente o caminho da trilha, através de toda a extensão do Kansas, o canto sudeste do Colorado e norte do Novo México, foi designada como "Santa Fe Trail National Scenic Byway".[carece de fontes?]